# جن ليدجر
جنيفر كارول ليدجر  (بالإنجليزية: Jennifer Carole Ledger)‏ هي عازفة الطبلة و المغنية الدعم لفرقة ] هارد روك المرشحة لجائزة غرامي سكيلت]]،في عمر الثامنة عشر أصبحت عازفة الطبلة لسكليت بعد اعتزال عازفتهم السابقة لوري بيترز.

## روابط خارجية
- جن ليدجر على موقع ميوزك برينز (الإنجليزية)
- جن ليدجر على موقع ديسكوغز (الإنجليزية)